# Rozenoorlogen
De Rozenoorlogen is de naam van de burgeroorlogen die in het koninkrijk Engeland woedden in de periode 1455 tot 1485. Twee adellijke dynastieën, het Huis Lancaster en het Huis York, vochten om het koningschap van Engeland. Het Huis Lancaster had de troon, maar het Huis York zette de aanval in om meer macht naar zich toe te trekken en uiteindelijk werd het koningschap het einddoel. Eduard IV van Engeland slaagde er in 1461 in de kroon te grijpen voor het Huis York. De vijandelijkheden gingen verder tot het Huis Lancaster in 1471 uitgeroeid was. De rangen van het Huis York werden uitgedund door de interne rivaliteit. Op het einde maakte het Huis Tudor in 1485 een militaire doorbraak waardoor een Tudor de kroon op zijn hoofd zette en de huizen Lancaster en York bijna doodgebloed waren. 

## Naam
Het conflict verkreeg zijn huidige naam pas in de 19e eeuw. Sir Walter Scott gebruikte de naam de Rozenoorlogen voor het eerst in zijn roman Anne of Gerstein. Hij ontleende zelf de naam van het conflict aan het werk Hendrik VI, deel 1 van William Shakespeare, waarin Shakespeare beschreef hoe beide partijen hun roos kozen in de tuin van de Temple Church. Historisch gebruikten beide partijen een roos als symbool. Deze werd door vooraanstaande aanhangers op de kleding gedragen. Het Huis York gebruikte al vroeg het symbool van een witte roos, terwijl het Huis Lancaster pas tegen het eind de rode roos gebruikte. Beide rozen werden door koning Hendrik VII verenigd in de rood-witte Tudorroos.

## Machtsovername van Hendrik IV Lancaster in 1399
Zowel het Huis Lancaster als het Huis York waren zijtakken van het Huis Plantagenet. De huizen York en Lancaster stamden beide af van koning Eduard III Plantagenet. Toen Eduard III in 1377 overleed, was zijn oudste zoon en erfgenaam, Eduard van Woodstock, al overleden. Hierdoor ging de troon over naar Eduards kleinzoon Richard II Plantagenet. Door deze dynastieke opvolging werd een complete generatie overgeslagen, want Eduard had nog drie andere zonen die ook nog leefden. Richard II was weliswaar nog maar een kind, toen hij koning van Engeland werd. Hij werd dan ook in de regering bijgestaan door zijn ooms Jan van Gent, Edmund van Langley en Thomas van Woodstock. De koning wist zich behoorlijk onpopulair te maken bij het volk, maar ook bij veel edelen. Na de dood van zijn oom Jan van Gent, hertog van Lancaster, keerde diens zoon Hendrik van Bolingbroke terug uit ballingschap. Hendrik wist Richard II af te zetten en zelf de kroon te verkrijgen in 1399. Hiermee werd Hendrik IV de eerste koning uit het Huis Lancaster.

## Krankzinnigheid van Hendrik VI Lancaster in 1453
Koning Hendrik IV werd opgevolgd door zijn zoon Hendrik V die veel succes boekte tegen het koninkrijk Frankrijk, waarmee het land sinds 1337 de Honderdjarige Oorlog uitvocht. Hiermee verstevigde hij de macht van het Huis Lancaster op de troon. Hij sloot met koning Karel VI van Frankrijk het Verdrag van Troyes waarin zijn huwelijk geregeld werd met Catharina van Valois en waardoor Hendrik V erfgenaam van Frankrijk werd. Echter, zowel Hendrik V als Karel VI overleden kort na elkaar in 1422. Hierdoor werd de pasgeboren zoon van Hendrik V, Hendrik VI, koning van Engeland en Frankrijk. Na 1429 verging het Engeland slecht in de oorlog tegen Frankrijk. Daarnaast openbaarde zich in 1453 de krankzinnigheid bij Hendrik VI. De Engelse baronnen konden de nederlaag in de Honderdjarige Oorlog niet verkroppen en dit werd verergerd door de machtige positie van koningin Margaretha van Anjou die het land in naam van haar man bestuurde. Dit leidde tot een grote oppositie van edelen tegen het Huis Lancaster. Ze zouden een mogelijke pretendent voor de troon steunen. Als het koningschap verzwakt was, stonden de kandidaten klaar om regent, protector, troonopvolger of zelf koning te worden.

## Verloop van Rozenoorlogen

### Richard van York
Richard van York, hertog van York, deed de Rozenoorlogen uitbreken. Na de koning was hij de rijkste wereldse edelman en machtigste grootgrondbezitter van Engeland. Via zijn vader stamde hij af van Edmund van Langley, de vijfde zoon van koning Eduard III van Engeland en via zijn moeder stamde hij af van Lionel van Antwerpen, de derde zoon van Eduard III. Daarom dacht hij meer aanspraak op de troon te mogen maken dan de heersende koning Hendrik VI van Engeland die afstamde van Jan van Gent, slechts de vierde zoon van Eduard III. In het middeleeuwse Engeland kon de troon doorgegeven worden via de vrouwelijke lijn. In 1453 vertoonde Hendrik VI de eerste tekenen van zwakzinnigheid. Hij was nooit de man geweest die de Engelsen naar de overwinning zou leiden in de Honderdjarige Oorlog. Na de nederlaag van de Engelsen in 1453 nam het ongenoegen van de edelen over de koning toe. Eerst was er nog geen sprake van om hem af te zetten, maar sommigen wilden het regentschap opnemen.
Er was rivaliteit tussen Richard van York en Edmund Beaufort, hertog van Somerset. Geen van de twee hertogen was van plan om de jonge koning te verdrijven, maar ze waren wel aan het strijden over wie de hoogste claim had om Hendrik VI op te volgen. Alleen als York werd verwijderd, zou de weg vrij zijn voor de Beauforts om hun claim op de troon te bevestigen. Edmund Beaufort was de favoriet van de koning. In september 1450 keerde Richard van York terug uit Ierland naar Engeland om formeel erkend te worden als rechtmatige erfgenaam van de troon. In 1452 stond zijn leger in Blackheath tegenover het koninklijk leger, maar een confrontatie werd vermeden.
Op 13 oktober 1453 werd Eduard van Westminster, de eerste zoon van Hendrik VI, geboren en hij moest aanvaard worden als erfgenaam van de troon. Door de ziekte van de koning werd York aangeduid als protector van het koninkrijk. Het protectoraat eindigde in 1455, toen de koning hersteld was van zijn ziekte. York verloor zijn politieke positie en legde zich daar niet bij neer. Hij onderschepte de koning op weg naar Leicester om te proberen zijn plaats in de regering terug te winnen. Op 22 mei 1455 werd het koninklijk leger verslagen in de Eerste Slag bij St Albans. Hoewel het slechts straatgevechten en schermutselingen waren, bleken de gevolgen groot: Richard van York trok de macht naar zich toe, de koning werd een veredelde gevangene en Edmund Beaufort werd gedood. Op 19 november 1455 werd York weer aangeduid als protector. In februari 1456 was de koning voldoende hersteld en verwijderde hij York van de post van protector, maar hij bleef wel de eerste raadgever van de koning. Vier jaren van enigszins ongemakkelijke vrede volgden op de eerste slag.
Ondertussen leek Hendrik VI alle interesse in het besturen van het land verloren te hebben. Zijn aandacht ging uitsluitend uit naar godsdienst. York vond toen een nieuwe vijand in de persoon van koningin Margaretha van Anjou. Ze leek vastbesloten om haar zoon op de troon te zetten en zich te ontdoen van York. Zijn bondgenoten werden langzamerhand uit hun ambten gezet en vervangen door mannen die loyaal waren aan koningin Margareta. Zij zou heersen over Engeland in naam van haar echtgenoot. Ze handelde als de heersende monarch en bereidde openlijk een hernieuwd conflict voor. Al de mannen van de koning werden samengeroepen in Leicester in juni 1459. In september en oktober 1459 werden de eerste slagen geleverd. 
Op 16 oktober 1459 sprak Richard van York voor het eerst zijn formele aanspraak uit op de tronen van Engeland en Frankrijk. Op 25 oktober 1459 erkende het parlement Richard van York als troonopvolger van Hendrik VI. York en zijn zonen hernieuwden wel hun eed van trouw aan Hendrik VI. Koningin Margaretha van Anjou was furieus en verzamelde een nieuw Lancasters leger in het noorden. Op 10 juli 1460 wonnen de Yorkisten de slag bij Northampton. De koning werd gevangen genomen en er was geen twijfel meer dat Richard van York zijn opvolger zou worden. York rukte verder op naar het noorden en werd op 30 december 1460 in de tang genomen in de slag bij Wakefield. De Lancasters sloegen York terug, maar vooral de aanstoker Richard van York werd gedood.

### Eduard IV York
Eduard van Rouen maakte onmiddellijk plannen om de dood van zijn vader te wreken en nam tegelijk de ambities van zijn vader over. De vijandelijkheden gingen verder. Op 17 februari 1461 wonnen de Lancasters de Tweede Slag bij St Albans, bevrijdden koning Hendrik VI en rukten op naar Londen. De plunderende troepen boezemden de inwoners van Londen angst in en de Londenaren sloten de poorten van de stad voor het Lancasters leger. De koning kon zijn hoofdstad niet binnentreden en trok zijn troepen terug. Dat zou voor Hendrik VI een cruciale tegenslag blijken. Troonpretendent Eduard van Rouen trok in maart 1461 wel Londen binnen. Op 4 maart 1461 slaagde hij erin om zich door het parlement te laten uitroepen tot koning Eduard IV van Engeland.
Engeland verkeerde in een situatie met twee koningen die vroeg om een beslissende veldslag. Op 29 maart 1461 gingen de rivaliserende koningen de confrontatie aan in de slag bij Towton. Deze grote veldslag leverde een doorslaggevende overwinning op voor het huis York. De meeste Lancasterse edelen waren verslagen en gaven zich over tijdens en na de slag bij Towton. Het Huis Lancaster was niet meer gevechtsbekwaam. Koning Hendrik VI en de koningin vluchtten met hun aanhangers naar Schotland. Op 15 mei 1464 was er nog de slag bij Hexham. Het Huis Lancaster trok aan het kortste eind. Hendrik VI werd een gevangene in de Tower of London. Zijn vrouw Margaretha van Anjou en zijn zoon Eduard van Westminster vertrokken in ballingschap naar Frankrijk.
De nieuwe koning Eduard IV had het rijk voor zich. Hij trouwde in juni 1461 in het geheim met Eleanor Talbot, dus zonder de goedkeuring van het parlement. Hij ging zelfs nog een tweede geheime huwelijk aan met Elizabeth Woodville. De ceremonie zou plaats gehad hebben op 1 mei 1464. Eduard IV kondigde dit huwelijk slechts aan in midden tot laat september 1464. Koningin Elizabeth deed alles in haar mogelijkheden om rijke huwelijken te arrangeren voor haar talrijke broers en zusters. Ze kregen landerijen en titels. Het Huis York werd door dit huwelijk in twee gespleten. De Woodvilles wilden dicht bij de koninklijke macht blijven ten koste van de koninklijke familie zelf. Richard Neville, graaf van Warwick, en George van Clarence, broer van Eduard IV, hadden Eduard IV op de troon geholpen en voelden zich nu verstoten van de macht. Ze werden samenwerkende opposanten om de rol van de konings hoofdadviseurs over te nemen. Ze wilden Eduard IV controleren en de Woodvilles van de macht verdrijven. Dat lukte slechts kortstondig van juli 1469 tot maart 1470. Warwick en Clarence vluchtten naar Normandië.
Van oktober 1470 tot maart 1471 en later beleefden de Rozenoorlogen een periode waarbij Hendrik VI eerst zijn koningschap herwon en zes maanden later Eduard IV zijn positie definitief herstelde. Na zijn vlucht was Warwick tot het besluit gekomen om Eduard IV van de macht te verdrijven en Hendrik VI in zijn functie van koning te herstellen. De Franse koning moest aandringen, opdat Margaretha van Anjou haar vroegere vijand zou ontmoeten. Ze sloot zowaar een akkoord met Warwick. Er werd een huwelijk overeengekomen tussen Eduard van Westminster, zoon van Margaretha van Anjou, en Anne Neville, dochter van Warwick. Margaretha van Anjou wachtte af wat Warwick zou doen voor haar zaak in Engeland. 
Warwick ontscheepte in Engeland en bevrijdde Hendrik VI uit de Tower of London. Op 30 oktober 1470 nam Hendrik VI de troon van Engeland opnieuw in. Eduard IV vluchtte naar Holland en bracht de winter van 1470 door in ballingschap in de Lage Landen. Op 18 maart 1471 landden Eduard IV en zijn bondgenoten in York. Hij verplaatste zich zuidwaarts naar de hoofdstad die hij met snelheid terug in bezit nam. Op 14 april 1471 verloor het Huis Lancaster de troon in de slag bij Barnet. Daarnaast werd ook Richard Neville, graaf van Warwick, gedood. Op dezelfde dag zette Eduard van Westminster voet op Engelse bodem. Hij wilde de strijd om de troon verder zetten. Op 4 mei 1471 kwam hij om het leven in de slag bij Tewkesbury tijdens de eerste veldslag die hij ooit leverde. Hendrik VI was al gearresteerd en werd op 21 mei 1471 vermoord in de Tower of London. De meest waarschijnlijke verantwoordelijke is koning Eduard IV. Er was geen Lancasterse pretendent voor de troon meer in leven. 
Koningin Elizabeth Woodville was de oppositie van George van Clarence, broer van de koning, niet vergeten en liep met wraakplannen rond. Ze besliste dat Clarence geëlimineerd moest worden. Op 18 februari 1478 werd Clarence in het geheim geëxecuteerd in de Tower of London. Koning Eduard IV werd ziek en stierf op 9 april 1483 een natuurlijke dood.

### Richard III York
De nog minderjarige zoon van Eduard IV werd op 10 april 1483 uitgeroepen tot koning Eduard V van Engeland. Koningin Elizabeth Woodville stelde voor om de rol van regent op zich te nemen. Dat was tegen de Engelse tradities. De persoon die de macht zou moeten houden voor Eduard V, was zijn enige overlevende oom, Richard, hertog van Gloucester. Richard trok zuidwaarts om zijn neefje te ontmoeten. De twaalfjarige Eduard V werd ondergebracht in de Tower of London en zijn negenjarige broer Richard vervoegde hem daar. Richard, hertog van Gloucester, was nu officieel de protector van het rijk gedurende de minderjarigheid van de nieuwe koning.
Robert Stillington, bisschop van Bath en Welles, betwistte openlijk het recht van Eduard V tot de troon. Zijn koningschap was illegitiem, omdat de bisschop beweerde dat hij zelf, toen hij nog priester was, Eduard IV gehuwd had met Eleanor Talbot, voorafgaand aan het geheime huwelijk van de vroegere koning met Elizabeth Woodville. Het huwelijk van Eduard IV met Elizabeth Woodville was bijgevolg bigaam en de eruit geboren kinderen illegitiem. De bewijslast van Eduards huwelijk met Eleanor Talbot werd publiekelijk tentoongesteld aan het koninkrijk.
Eind juni 1483 besliste het parlement dat Eduard IV inderdaad getrouwd geweest was met Eleanor Talbot, dat Eduards volgende huwelijk met Elizabeth Woodville bigaam was en dat alle kinderen uit dat huwelijk bastaards waren. Het parlement bood de troon aan aan Richard, hertog of Gloucester. Op 6 juli 1483 werd hij uitgeroepen tot koning Richard III van Engeland. Er werden pogingen ondernomen om de twee prinsen uit de Tower of London te ontvoeren en de oudste opnieuw op de troon te zetten. De prinsen werden niet meer publiekelijk gezien sinds augustus 1483. De meest waarschijnlijke verklaring is dat koning Richard III zijn twee neefjes, potentiële rivalen, uit de weg heeft laten ruimen.

### Hendrik VII Tudor
Het Welshe Huis Tudor had zich in drie generaties opgewerkt in de koninklijke kringen. Stamvader Owen Tudor was getrouwd geweest met Catharina van Valois, weduwe van koning Hendrik V van Engeland. Hun zoon Edmund Tudor was getrouwd geweest met Margaret Beaufort, achterkleinkind van Jan van Gent, hertog van Lancaster. Via de vrouwelijke lijn van Lancaster kon hun zoon Hendrik Tudor dus aanspraak maken op de Engelse troon. Het Huis Tudor heeft altijd meegevochten in de Rozenoorlogen aan de zijde van de Lancasters. 
Nadat Eduard IV in 1471 de Engelse troon heroverd had, bracht Hendrik Tudor de rest van zijn jeugd door in ballingschap in Bretagne. In 1485 waagde hij zijn kans om het koningschap van Richard III aan te vallen. Hij werd gesteund door de aanhangers van het Huis Lancaster en troepen uit Wales, Bretagne en Schotland. Op 22 augustus 1485 vond de slag bij Bosworth plaats, de laatste en beslissende slag van de Rozenoorlogen. Richard III stierf op het slagveld, het Huis York bestond bijna niet meer en Hendrik VII Tudor werd koning. Hendrik verstevigde zijn koningschap door op 18 januari 1486 met Elizabeth van York, dochter van Eduard IV, te trouwen. De rood-witte Tudorroos moest de eenheid tussen Lancaster en York symboliseren, maar het was wel het Huis Tudor dat op de troon zat. Na de slag van Bosworth gingen de dynastieke conflicten voor het koningschap nog door, waardoor sommige historici deze slag niet zien als het einde van de Rozenoorlogen. Hendrik VII heeft wel de positie van zijn dynastie steeds weten te behouden.

## Shakespeare
De Rozenoorlogen zijn vooral bekend geworden door de toneelstukken die William Shakespeare erover geschreven heeft, Hendrik VI, deel 1, Hendrik VI, deel 2, Hendrik VI, deel 3 en Richard III. Hoewel hij daarin een goede afschildering van deze voor Engeland rampzalige tijd geeft, neemt hij het niet altijd even nauw met de historische werkelijkheid. Zijn toneelstukken zijn geen betrouwbare geschiedkundige bronnen.

## Trivia
- De Rozenoorlogen vormden de inspiratie voor de boekenreeks Het lied van ijs en vuur van de Amerikaanse fantasyschrijver George R.R. Martin.